# EFW N-20
EFW N-20 Aiguillon – prototypowy szwajcarski, wielozadaniowy samolot myśliwski wytwórni Eidgenössisches Flugzeugwerk (F+W). Jedyny ukończony prototyp wykonał serię szybkich kołowań po pasie startowym, ale nigdy nie wzbił się w powietrze.

## Historia

### Geneza
Po zakończeniu II wojny światowej Szwajcarskie Siły Powietrzne dysponowały flotą około pół tysiąca samolotów bojowych. Ich trzon stanowiły Messerschmitty Bf 109 oraz kolejne wersje produkowanego na licencji Morane-Saulnier MS.406. Zdawano sobie jednak doskonale sprawę, że samoloty odbiegają jakościowo od tego, czym dysponują pozostałe kraje, jak również i z tego, że przyszłość lotnictwa bojowego należy do maszyn z silnikiem odrzutowym. W marcu 1946 roku Departament Techniki Wojennej (Kriegstechnischen Abteilung – KTA) wysłał do Wielkiej Brytanii komisję ekspertów, mających za zadanie zapoznanie się z najnowszymi samolotami z napędem odrzutowym. Brytyjczycy udostępnili komisji maszyny De Havilland Vampire i Gloster Meteor. Meteor nie wzbudził większego zainteresowania u Szwajcarów, ale Vampire był na tyle interesującą konstrukcją, iż zakupiono trzy egzemplarze w wersji Mk I, aby sprowadzić je do kraju i na miejscu przeprowadzić gruntowne badania, a w maju 1947 roku złożono zamówienie na 75 maszyn. Pojawił się jednak problem: na samoloty trzeba było czekać około dwóch lat, a w tym okresie starzejące się w szybkim tempie Messerschmitty i Morany nie zapewniały już odpowiedniej i wymaganej zdolności bojowej. Aby zaradzić sytuacji, pod koniec 1947 roku zakupiono 130 samolotów North American P-51 Mustang w wersji D. Myśliwce zalegały amerykańskie składy na terenie okupowanych Niemiec i były dostępne za bezcen (4 tys. USD za sztukę, podczas gdy w trakcie trwania wojny cena pojedynczego egzemplarza wynosiła ok. 35 tys. USD). Na przełomie lat 40. i 50. XX wieku pojawiła się zmodernizowana wersja Vampire, De Havilland Venom, który dysponując lepszymi parametrami osiągów i przenoszonego uzbrojenia od swojego protoplasty, zdecydowanie bardziej interesował Szwajcarów. W kwietniu 1951 roku podjęto decyzję o zakupie licencji na produkcję 150 samolotów w wersji DH-112 Mk I wraz z silnikami Ghost 48. Działania te uznawano jednak za doraźne, zarówno Vampire i Venom, które wprowadziły do szwajcarskich sił powietrznych nową jakość w postaci napędu odrzutowego, nie reprezentowały najnowszych dostępnych światowych standardów, jak również miały swoje techniczne ograniczenia i były postrzegane jako samoloty przejściowe. Prawdziwy skok jakościowy miały przynieść dopiero maszyny wyprodukowane siłami rodzimego przemysłu.

### Projekt
Oczekiwano, iż nowy samolot będzie maszyną wielozadaniową. Ograniczone środki finansowe wymuszały powstanie maszyny zdolnej do realizowania szerokiego spektrum działań bez potrzeby budowy kilku wyspecjalizowanych typów podstawowej konstrukcji, a jedynie poprzez łatwą wymianę przenoszonego wyposażenia przez ten sam samolot. Jeden z takich projektów realizowany był w szwajcarskiej firmie Eidgenössisches Flugzeugwerk (F+W) z Emmen. Wstępne prace, prowadzone pod kierownictwem Jürga Brangera, odpowiedzialnego za płatowiec, Wernera Hausammanna, odpowiedzialnego za aerodynamikę konstrukcji i dr. Spillmanna, odpowiedzialnego za silniki, doprowadziły do powstania dwóch wstępnych projektów. Pierwszy z nich, górnopłat ze skośnymi skrzydłami, klasycznym usterzeniem i kołami podwozia głównego znajdującymi się na końcach skrzydeł autorstwa Hausammanna i drugi, autorstwa Brangera, w układzie bezogonowca, również ze skośnymi skrzydłami i podwoziem tym razem w układzie tandem. Wspólnym elementem dla obydwu projektów był układ napędowy, będący do dziś niespotykanym rozwiązaniem dla jednoosobowych samolotów wielozadaniowych. Projekt zakładał umieszczenie dwóch silników głównych schowanych całkowicie w obrysie skrzydła w części przykadłubowej, po jednym z każdej strony kadłuba oraz dodatkowych ośmiu pomocniczych, umieszczonych czwórkami pośrodku skrzydeł. Po analizach, obydwa projekty zostały scalone w jeden pod nazwą N-20: średniopłata w układzie podwójnej delty, bez usterzenia poziomego, z klasycznym chowanym podwoziem z przednim podparciem i „zaledwie” czterema silnikami. W 1945 roku pod uwagę brane były jeszcze projekty oznaczone jako N-10 i N-11. Miały one być prostszą alternatywą dla N-20. Obydwie konstrukcje różniły się jedynie typem zastosowanego w nich silnika. W N-10 miał być użyty turboodrzutowy Rolls-Royce Nene, a w N-11 nowo projektowana, szwajcarska, dwuprzepływowa jednostka firmy Escher Wyss. Obydwa projekty nie były kontynuowane w F+W z uwagi na skupienie się na zdecydowanie bardziej skomplikowanym N-20. W sierpniu 1946 roku projekt został zaprezentowany Komisji ds. Samolotów Bojowych (Kommission für Militärflugzeuge – KFM), będącej podjednostką KTA. Równolegle, projekt własnego samolotu oznaczonego jako P-25, opracowywała firma Dornier-Werke, znana od 1948 roku jako Flug- und Fahrzeugwerke Altenrhein (FFA). We wrześniu 1946 roku producenci i przedstawiciele wojska sprecyzowali warunki techniczne, jakimi powinna charakteryzować się nowa konstrukcja. Wymagania stawiane nowej konstrukcji były znaczne jak na produkcje rodzimego przemysłu, niemającego doświadczenia w budowie maszyn z napędem odrzutowym. Samolot miał być zdolny do osiągnięcia prędkości rzędu Ma=0,9 w locie poziomym, pułapu praktycznego na poziomie 15 000 metrów oraz dużej prędkości wznoszenia. Z uwagi na specyficzne warunki terenowe, w jakich operowało szwajcarskie lotnictwo (małe alpejskie lotniska), wojsko zażądało, aby maszyna była zdolna do operowania z lotnisk o gruntowej nawierzchni. Długość drogi startowej miała wynosić około 200 m, a lądowania 250 m. Uzbrojenie stałe miało składać się z dwóch działek kalibru 20 mm oraz możliwości podwieszenia kolejnych czterech działek tego samego lub większego kalibru lub 800 kg bomb do zadań bliskiego zasięgu lub 400 kg podczas realizacji zadań ofensywnych w dużym oddaleniu od własnych baz. W odpowiedzi, producent już w listopadzie tego samego roku zaprezentował KFM zmodyfikowany pod kątem nowych wymagań projekt N-20. KFM wstrzymało się z decyzją co do dalszych losów projektu do czasu dostarczenia przez Dorniera konkurencyjnego projektu oznaczonego jako P-25.05/06, będącego w istocie dwoma wariantami samolotu. Nastąpiło to na początku 1947 roku. Ocena była satysfakcjonująca dla obydwu producentów. W kwietniu 1947 roku KFM zaleciła kontynuacje obydwu projektów, jednak w przypadku N-20, nakazano wcześniejsze wybudowanie szybowca-modelu, umożliwiającego w praktyce przetestowanie przyjętych w projekcie założeń.

### Szybowiec N-20.1
Drewniany szybowiec oznaczony jako N-20.1 był zmniejszoną o 40% kopią przyszłego płatowca. W odróżnieniu od docelowej konstrukcji dysponował dwuosobową załogą, dodatkowa kabina z oszkleniem nie wystającym poza obrys kadłuba została zabudowana w środkowej części kadłuba. Nie odtworzono wlotów powietrza i dyszy wylotowych silników. Zainstalowano chowane podwozie, przednie z Vampire’a, a główne z Bf-109. W tylnej części kadłuba przewidziano miejsce na instalację niewielkiego silnika rakietowego na stały materiał pędny o ciągu 450 kG, zdolnego do pracy przez 12 sekund. Szybowiec został ukończony w styczniu 1948 roku. Po przebadaniu zachowania się płatowca w tunelu aerodynamicznym, 17 kwietnia 1948 roku wzniósł się do swojego pierwszego lotu wyniesiony na odpowiednią wysokość na holu samolotu C-36. Szybowiec był pilotowany przez Waltera Laderacha. Ogółem maszyna wykonała 49 lotów, lecz tylko raz wzniosła się w powietrze przy użyciu własnego silnika rakietowego. W typowym locie, szybowiec po wyniesieniu na wysokość rzędu 7000 metrów był uwalniany i lotem ślizgowym kierował się ku ziemi. Wnioski z przeprowadzonych prób były satysfakcjonujące. Szybowiec sprawował się w powietrzu poprawnie. 1 lipca 1949 roku pilotujący maszynę Max Mathez omyłkowo posadził szybowiec na remontowanym pasie startowym lotniska w Emmen zamiast na znajdującym się obok czynnym pasie. Szybowiec uległ prawie całkowitemu zniszczeniu, ale pilot wyszedł z wypadku bez szwanku. Maszyny nie odbudowano kończąc tym samym próby w locie szybowcowym.

### N-20.2 Arbalète

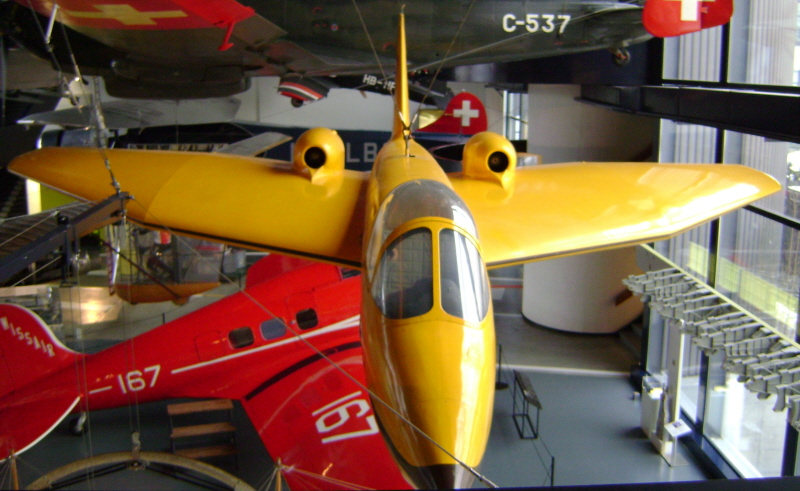
N-20.2 Arbalète w muzeum

W trakcie prób szybowca, podjęto ostateczną decyzję co do losów projektu Dorniera, który był wielokrotnie modyfikowany. Jego ostateczna wersja, oznaczona jako P-26, posiadała bardzo cienkie skrzydła. Cienki płat wymuszał zastosowanie wysokociśnieniowych, wąskich opon podwozia głównego, aby mogło się ono schować do komór znajdujących się w skrzydle. Tym samym P-26 nie był zdolny do operowania z pasów o gruntowej nawierzchni w odróżnieniu od N-20, w niskociśnieniowymi, szerokimi oponami i zdwojonymi kołami goleni podwozia. To oraz bardzo wolne tempo prac przy ciągle zmieniającym się projekcie zadecydowało o rezygnacji z projektu Dorniera. Na pocieszenie zamówiono jeden egzemplarz samolotu Dorniera, który miał być maszyną doświadczalną, do zbudowania którego nigdy jednak nie doszło. W czerwcu 1948 roku podjęto decyzję o przyszłości projektu N-20. Uzgodniono, iż kolejnym krokiem będzie budowa silnikowego demonstratora samolotu oznaczonego jako N-20.2. Budowę rozpoczęto jesienią 1950 roku. Po roku N-20.2 był gotowy. Od wersji szybowcowej, poza obecnością silników, różnił się również innymi szczegółami. Zrezygnowano z drugiej kabiny, był to jednomiejscowy samolot. Zlikwidowano wznios na zewnętrznych częściach skrzydeł, usunięto sloty i klapki wyważające. Linkowy układ sterowania zastąpiono popychaczowym. Samolot napędzany był czterema, zakupionymi we Francji silnikami Turbomeca Piméné o ciągu 100 kG każdy. Jednostki zainstalowano w dwóch gondolach umieszczonych wokół tylnej części kadłuba, po obydwu jego stronach, w ten sposób, że jeden z silników w gondoli był nad płatem, a drugi pod nim. 16 listopada 1951 roku dokonano oblotu maszyny, za jej sterami siedział Max Mathez. Samolot wykonał w sumie 91 lotów sprawując się bardzo dobrze w powietrzu. Program prób zakończono w 1953 roku.

### N-20.10 Aiguillon

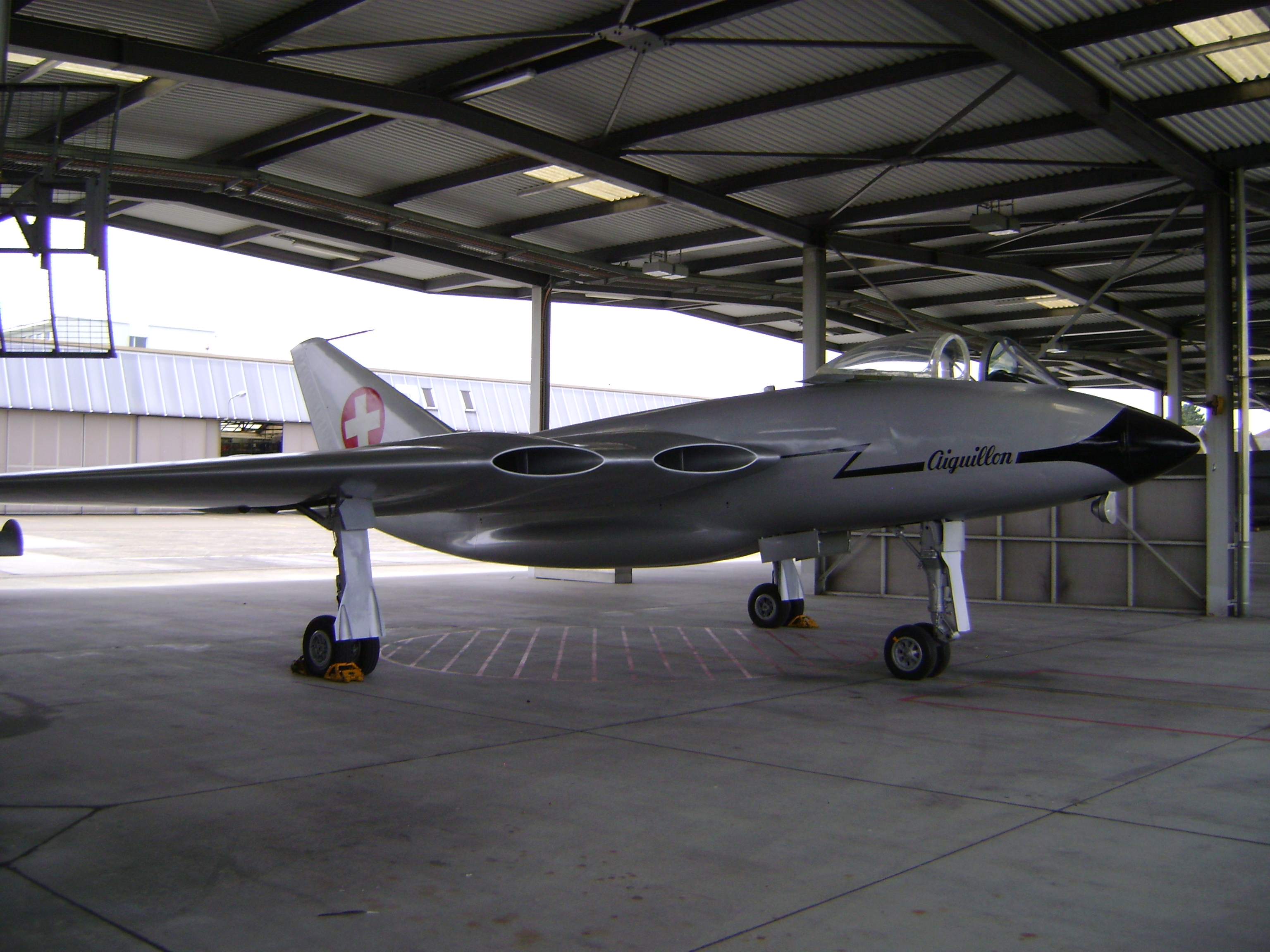
N-20.10 Aiguillon

Pierwszym w pełnym znaczeniu tego słowa prototypem docelowej maszyny miała być wersja N-20.10. W maszynie zastosowano podwozie z niskociśnieniowymi oponami, ze zdwojonymi kołami na wszystkich trzech goleniach. Dzięki temu miał być możliwy start i lądowanie na gruntowych pasach. Zastosowano innowacyjny system ratunkowy pilota. W przypadku awarii i konieczności opuszczenia samolotu przez pilota, przewidywano oddzielenie od samolotu całej ciśnieniowej kabiny pilota, która potem opadała na ziemie na spadochronie. Miało to uchronić pilota przed skutkami niedotlenienia i zimna, gdyby musiał opuścić samolot na dużej wysokości. W celu ułatwienia startu i lądowania na krótkich pasach startowych, po obu stronach kadłuba zainstalowano składane canardy. Układ sterowania opierał się na systemie bezzwrotnych wzmacniaczy hydraulicznych.

#### Uzbrojenie
Stałe uzbrojenie samolotu miało się w wersji seryjnej składać z dwóch działek Hispano-Suiza 804 kalibru 20 mm zamontowanych w kadłubie (na prototypie nie zainstalowanych). Wielozadaniowość samolotu miała być realizowana poprzez wymienne pojemniki, zawierające specjalne wyposażenie, umieszczane w specjalnej wannie znajdującej się pod kadłubem. Samolot w wersji myśliwskiej miał przenosić wannę z dodatkowymi czterema działkami Hispano-Suiza 825 kalibru 30 mm. W celu realizacji zadań bombowych, samolot przenosił pojemnik, w którym można było umieścić jedną 800-kilogramową bombę burzącą lub dwie po 400 kg, cztery 200-kilogramowe lub szesnaście bomb po 16 kg umieszczonych w specjalnym wyrzutniku. Wyposażenie rozpoznawcze składało się z czterech kamer K24, z 24 bomb oświetlających wykorzystywanych do wykonywania zdjęć w nocy oraz dodatkowego, 500-litrowego zbiornika paliwa. Samolot można było również wyposażyć w wannę zawierającą cztery rewolwerowe wyrzutniki rakiet, każdy z 36 niekierowanymi pociskami kalibru 87 mm. Wyrzutniki umieszczone były parami, jeden za drugim, a pociski opuszczały wannę przez sześć otworów strzeleckich umieszczonych w jej dolnej części, po trzy na każdy zasobnik. Po oddaniu salwy, rewolwerowy zasobnik obracał się, umieszczając kolejne trzy pociski w świetle otworów strzeleckich.

#### Układ napędowy

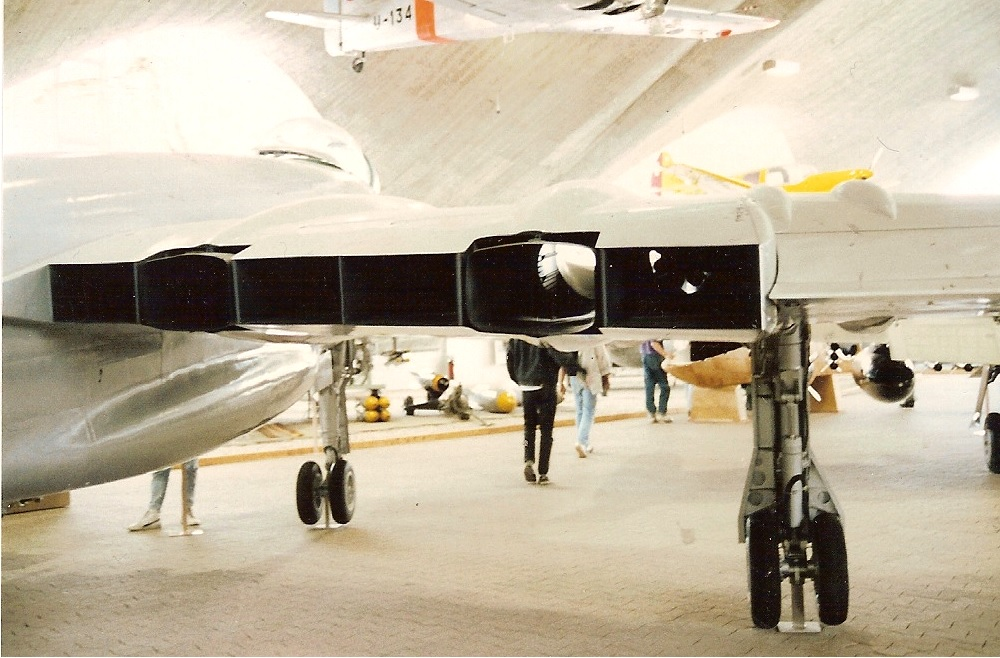
Ujścia gazów wylotowych z silnika, dwa główne i cztery boczne

Najważniejszym zadaniem, jakie stanęło przed konstruktorami w przypadku układu napędowego, było zapewnienie mu możliwości realizowania przez samolot skróconego startu i lądowania. Aby to osiągnąć, planowano zastosować układ składający się z czterech dwuprzepływowych silników. Gdyby doszło do realizacji projektu, byłyby to pierwsze dwuprzepływowe silniki odrzutowe na świecie. Każdy z nich miał mieć trzy kanały wylotowe: jeden główny z dyszą wylotową gorących gazów z silnika i dwa boczne, w których dodatkowo mieściły się sprężarki niskiego ciśnienia. Boczne kanały zaopatrzone były w dodatkowe zamykane szczeliny na górze i dole płata oraz wyloty główne z regulowanym zamknięciem i otwarciem, tuż przy dyszy wylotowej głównego kanału. Dzięki takiemu rozwiązaniu pilot miał możliwość wektorowania ciągu samolotu. System miał działać w ten sposób, iż w momencie zamknięcia wylotu głównego bocznego kanału i otwarcia znajdujących się w nim górnych i dolnych szczelin, przepływające przez boczny kanał powietrze wypływało z niego przez szczeliny, będąc kierowane ukośnie w kierunku przodu samolotu, działając tym samym jak rewers we współczesnych silnikach samolotowych. Takie rozwiązanie miało skracać dobieg samolotu w połączeniu ze spadochronem hamującym. Aby skrócić drogę startową samolotu, otwierano tylko dolną szczelinę w bocznych kanałach, zamykając główny wylot i szczeliny znajdujące się na górnej powierzchni płatów. W dalszej kolejności zamierzano umieścić w bocznych kanałach komory spalania i wtryskiwacze paliwa w celu uzyskania dodatkowego ciągu. Kolejnym wyzwaniem, przed jakimi stanęli szwajcarscy konstruktorzy był fakt, iż jeszcze nikt nie wybudował tak awangardowego silnika. Co gorsza, wytwórnia z Emmen, która w lipcu 1948 roku otrzymała kontrakt na wybudowanie jednostek napędowych dla swojego projektu, nie miała żadnego doświadczenia w budowie silników odrzutowych, nie mówiąc już o tak rewolucyjnym projekcie. W takiej sytuacji sięgnięto po rozwiązania zagraniczne. Po analizie dostępnych na rynku silników lotniczych, szwajcarska wytwórnia za podstawę dalszych prac wybrała brytyjski jednoprzepływowy, jednowałowy silnik turbośmigłowy Mamba Mk. 1 wytwórni Armstrong Siddeley. Brytyjska firma miała zapewnić technologię i wsparcie techniczne przy projekcie, którego celem było zbudowanie pierwszego na świecie dwuprzepływowego silnika turboodrzutowego, mając za podstawę silnik turbośmigłowy.

##### Silniki Swiss-Mamba

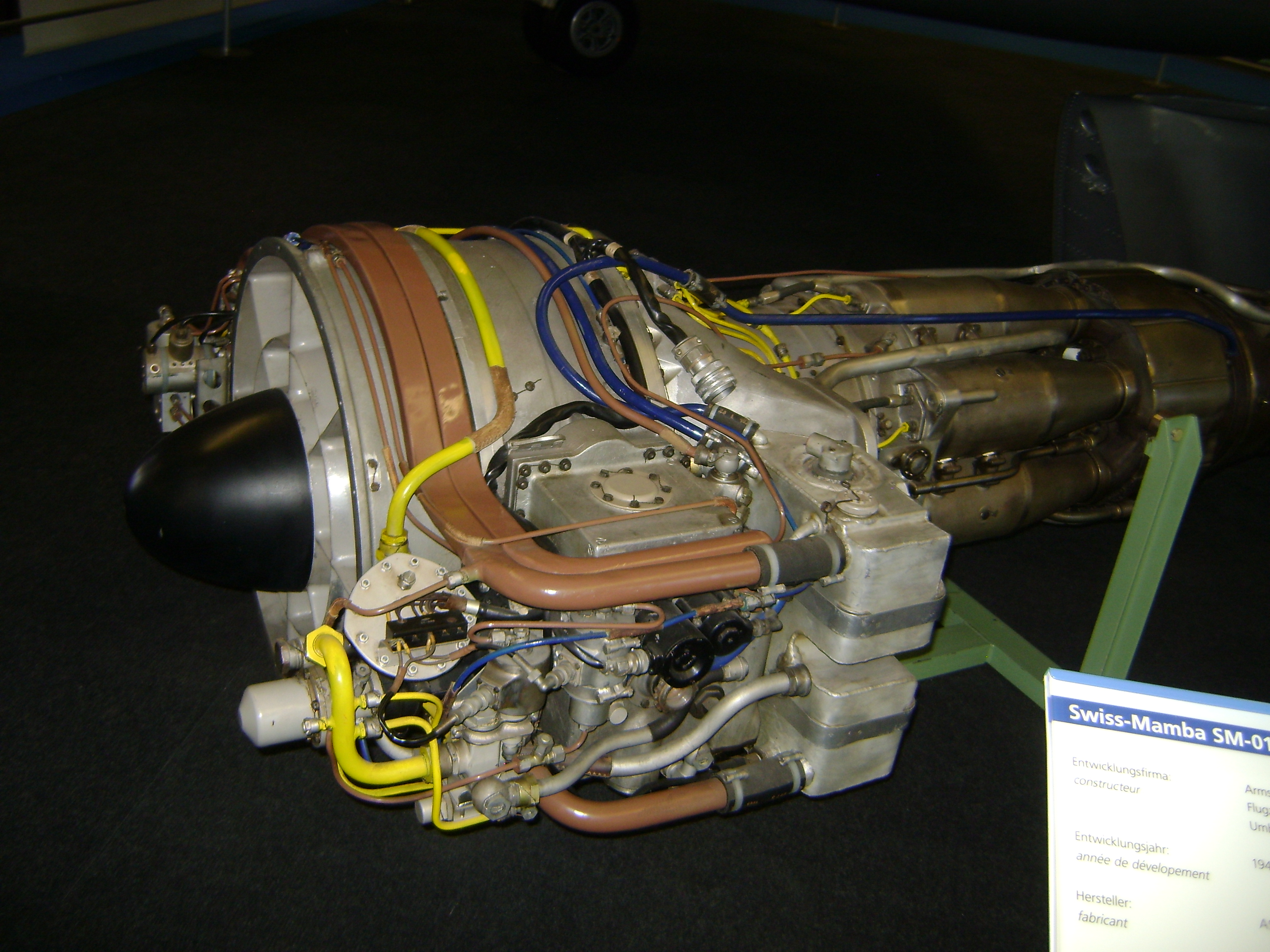
Silnik SM-1

Całość prac podzielono na etapy, mające w sposób ewolucyjny doprowadzić do zbudowania docelowej jednostki napędowej. Rok 1949 poświęcony został na gruntowne zapoznanie się z brytyjskim silnikiem i poznanie obszarów, w których możliwy byłby jego dalszy rozwój. Zaplanowano budowę pięciu wstępnych prototypów. Pierwszy z nich oznaczony jako SM-1 miał być doświadczalnym silnikiem dwuprzepływowym wywodzącym się z angielskiej konstrukcji. Wyposażony był w jedną turbinę i dwie sprężarki: wysokiego ciśnienia, odpowiedzialną za przepływ wewnętrzny i napędzaną bezpośrednio z wału turbiny i niskiego ciśnienia, odpowiedzialną za przepływ zewnętrzny, również napędzaną przez wał turbiny, ale poprzez przekładnie redukcyjną. Równolegle z SM-01 prowadzono prace nad SM-02. Silnik SM-2 powstawał w oparciu o udoskonaloną wersję Mamba Mk 2. Przewidywano zastosowanie silnika SM-2 w przejściowej wersji samolotu, oznaczonej jako N-20.11, jednak jego teoretyczne osiągi nie spełniały oczekiwań sił powietrznych. Kolejnym projektem miał być SM-4, jednostka wyposażona w tylko jedną sprężarkę obsługującą obydwa przepływy (zewnętrzny i wewnętrzny), z tym samym stopniem sprężania powietrza, napędzaną wałem poprzez przekładnie. Docelowym silnikiem przeznaczonym dla seryjnych maszyn oznaczonych jako N-20.15 miał być SM-5. Miała być to dwuprzepływowa, dwuwałowa jednostka napędowa, z przeciwbieżnymi turbinami wysokiego i niskiego ciśnienia oraz dwiema sprężarkami, wysokiego i niskiego ciśnienia, napędzanych oddzielnie przez turbiny. Ostatnim rozważanym projektem był SM-6, wersja silnika SM-4 bez reduktora. Jeszcze w 1949 roku przystąpiono do budowy pierwszego z zaplanowanych silników odrzutowych, wersji SM-1. Producent Mamby dostarczył turbiną i sprężarkę wysokiego ciśnienia, a konstruktorzy F+W zaprojektowali resztę podzespołów, które wykonały rodzime firmy. 12 stycznia 1950 roku ukończony silnik po raz pierwszy uruchomiono na hamowni. Pionierska jednostka miała dużo usterek, w sprężarce niskiego ciśnienia pojawiły się wibracje łopatek, silnik osiągnął ciąg rzędu 600 kG, a po instalacji w skrzydle ciąg spadł do 500 kG. Po zakończonej sukcesem trwającej nieprzerwanie 50-godzinnej pracy silnika, we wrześniu 1952 roku przyszedł czas na próby na latającej hamowni. Rolę tę miał pełnić De Havilland Mosquito FB VI. Pod kadłubem maszyny podwieszona została gondola imitująca fragment skrzydła docelowej maszyny ze zmodernizowanym SM-1. 7 października 1952 roku Mosquito wykonał lot, podczas którego po raz pierwszy uruchomiono silnik w powietrzu.

## Zakończenie programu
Niestety ambitne plany konstruktorów z Emmen zostały pokrzyżowane decyzją Szwajcarskiej Rady Związkowej, która 14 marca 1952 roku podjęła decyzje o zaprzestaniu dalszego finansowania budowy kolejnych wersji silnika. Było to fiasko całego programu N-20, jako że jedyna dostępna jednostka, SM-1, uzyskiwała zaledwie połowę wymaganego ciągu. Stało się jasne, że maszyna nie będzie zdolna sprostać wymaganiom wojska. Decyzja Rady podyktowana była drastycznym wzrostem kosztów, silnik SM-1 pochłonął wszystkie pieniądze przeznaczone na rozwój wszystkich projektów rodziny Swiss-Mamba. Zanotowano również spore opóźnienie, wstępnie planowano zakończenie wszystkich prac związanych z silnikami w 1953 roku, tymczasem wytwórnia mając już doświadczenie z SM-1, uruchomienie SM-5 przesunęła na 1956 rok. Wytwórnia rozpoczęła intensywne starania mające na celu uratowanie projektu.

### N-20.20 Harpon
Zaproponowano budowę drugiego prototypu, tylko z dwoma silnikami odrzutowymi Rolls-Royce Avon lub Armstrong Siddeley Sapphire. Jednostki miały być umieszczone po obydwu stronach kadłuba i pozbawione możliwości sterowania wektorem ciągu. Skrzydła samolotu miały mieć układ klasycznej delty, pozbawione usterzenia poziomego, z prostą krawędzią natarcia. Na krawędzi spływu planowano zainstalować hamulce aerodynamiczne. Projekt nie wzbudził zainteresowania, maszyna miała mieć zdecydowanie gorsze możliwości skróconego startu i lądowania niż N-20.15, jej opracowanie, a tym bardziej uruchomienie produkcji wymagało kolejnych lat, a tym samym dodatkowych funduszy. Co gorsza dla Rady, producent nie zaoferował N-20.20 jako zamiennika projektu N-20.15. Obie maszyny miały powstawać równolegle, N-20.20 mógłby co prawda wejść do służby wcześniej, jednak byłby tylko konstrukcją przejściową do czasu uporania się z problemami trapiącymi silniki Swiss-Mamba i uruchomienia produkcji seryjnej N-20.15. Takie rozwiązanie ze względów finansowych nie wchodziło w grę.

### Epilog
Już bez wsparcia rządu, wykorzystując własne zasoby finansowe, F+W udało się ukończyć 9 stycznia 1953 roku prototyp N-20.10. Jego naziemne próby trwały do września tego samego roku. Następnie samolot rozpoczął serię szybkich kołowań po pasie startowym z Maxem Mathezem za sterami. Doszło wówczas do wykonania kilku niewielkich podskoków samolotu po pasie. Pierwsze oderwanie się od ziemi nastąpiło 8 kwietnia 1953 roku. Gdy samolot przygotowywano do oblotu, 21 września 1953 roku, stojący na czele Ministerstwa Spraw Wojskowych Karl Kobelt wydał oficjalny zakaz przeprowadzenia lotu uziemiając samolot na stałe. Wszelkie próby cofnięcia decyzji, wraz z deklaracjami wykonania przygotowań samolotu do oblotu przez pracowników wytwórni w czynie społecznym, po godzinach pracy i pokrycia kosztów paliwa z własnej kieszeni, spełzły na niczym. N-20.10 nigdy nie wzbił się do lotu. Ukończony prototyp stał na terenie wytwórni do 1965 roku, kiedy odholowano go do Verkehrshaus der Schweiz (Muzeum Transportu) w Lucernie, aby następnie trafić do Flieger-Flab-Museum (Muzeum Szwajcarskich Sił Powietrznych) w Dübendorf, gdzie wraz z N-20.02 można oglądać go do dziś. Po anulowaniu programu, wytwórnia rozpoczęła licencyjną produkcję DH-112 Venom.